# Distrito de Chandauli
Chandauli (en hindi; चंदौली ज़िला, urdu; چندولی ضلع) es un distrito de India en el estado de Uttar Pradesh. Código ISO: IN.UP.CD.
Comprende una superficie de 2 485 km².
El centro administrativo es la ciudad de Chandauli.

## Demografía
Según censo 2011 contaba con una población total de 1 952 713 habitantes.